# D. C. Fontana
Dorothy Catherine "D. C." Fontana (n. 25 martie 1939, New Jersey, SUA – d. 2 decembrie 2019, Los Angeles, California, SUA) este o scenaristă americană de televiziune, cunoscută pentru munca sa la seria originală Star Trek.

## Filmografie
| An        | Program TV                             | Note                                                      | Ref.   |
| --------- | -------------------------------------- | --------------------------------------------------------- | ------ |
| 1960      | The Tall Man                           | Scenarist; două episoade Ca Dorothy C. Fontana            | [ 9 ]  |
| 1961      | Frontier Circus                        | Scenarist, un episod ca Dorothy C. Fontana                | [ 10 ] |
| 1961      | Shotgun Slade                          | Scenarist, un episod ca Dorothy C. Fontana                | [ 11 ] |
| 1965      | Ben Casey                              | Scenarist, un episod                                      | [ 12 ] |
| 1966–1968 | Star Trek: The Original Series         | Scenarist, zece episoade Editor povestiri (sez. 1 și 2)   | [ 13 ] |
| 1967      | The Road West                          | Scenarist, un episod                                      | [ 14 ] |
| 1968–1969 | The Big Valley                         | Scenarist, două episoade                                  | [ 12 ] |
| 1968–1969 | Lancer                                 | Scenarist, două episoade                                  | [ 11 ] |
| 1968–1969 | The High Chaparral                     | Scenarist, două episoade                                  | [ 15 ] |
| 1969      | Then Came Bronson                      | Scenarist, un episod                                      | [ 12 ] |
| 1969–1970 | Bonanza                                | Scenarist, două episoade                                  | [ 11 ] |
| 1970      | Here Comes the Brides                  | Scenarist, un episod                                      | [ 12 ] |
| 1972–1973 | Ghost Story                            | Scenarist, două episoade                                  | [ 16 ] |
| 1973      | Star Trek: The Animated Series         | Scenarist, un episod producător asociat Editor povestiri  | [ 17 ] |
| 1973–1975 | The Streets of San Francisco           | Scenarist, four episodes Ca Dorothy C. Fontana            | [ 11 ] |
| 1974      | The Six Million Dollar Man             | Scenarist, două episoade                                  | [ 18 ] |
| 1974      | Land of the Lost                       | Scenarist, un episod                                      | [ 19 ] |
| 1975      | Kung Fu                                | Scenarist, un episod                                      | [ 12 ] |
| 1976      | Bert D'Angelo/Superstar                | Scenarist, un episod                                      | [ 15 ] |
| 1977      | The Fantastic Journey                  | Scenarist, un episod                                      | [ 20 ] |
| 1977–1979 | Logan's Run                            | Scenarist, trei episoade Editor povestiri                 | [ 18 ] |
| 1978–1979 | The Waltons                            | Scenarist, trei episoade                                  | [ 12 ] |
| 1978–1979 | Dallas                                 | Scenarist, două episoade                                  | [ 12 ] |
| 1979      | Buck Rogers in the 25th Century        | Scenarist, un episod                                      | [ 18 ] |
| 1985      | He-Man and the Masters of the Universe | Scenarist, un episod                                      | [ 15 ] |
| 1986–1987 | Star Trek: The Next Generation         | Scenarist, 5 episoade Producător asociat Editor povestiri | [ 21 ] |
| 1989      | War of the Worlds                      | Scenarist, un episod                                      | [ 15 ] |
| 1992      | The Legend of Prince Valiant           | Scenarist, un episod                                      | [ 15 ] |
| 1993      | Star Trek: Deep Space Nine             | Scenarist, un episod                                      | [ 22 ] |
| 1994      | Babylon 5                              | Scenarist, 3 episoade                                     | [ 23 ] |
| 1996      | Hypernauts                             | Scenarist, un episod                                      | [ 15 ] |
| 1997      | Captain Simian & the Space Monkeys     | Scenarist, două episoade                                  | [ 15 ] |
| 1997      | ReBoot                                 | Scenarist, un episod                                      | [ 15 ] |
| 1997      | Earth: Final Conflict                  | Scenarist, un episod                                      | [ 12 ] |
| 1998      | Silver Surfer                          | Scenarist, un episod                                      | [ 15 ] |
| 1999      | Beast Wars: Transformers               | Scenarist, un episod                                      | [ 15 ] |
| 2006      | Star Trek: New Voyages                 | Scenarist, un episod                                      | [ 14 ] |